# 鼓楼街道 (北京市)
鼓楼街道是中国北京市密云区下辖的一个街道。

## 行政区划
鼓楼街道下辖30个社区：白檀社区、鼓楼社区、鼓楼南区社区、宾阳里社区、宾阳北里社区、宾阳西里社区、北源里社区、东菜园社区、行宫社区、石桥社区、沿湖社区、车站路社区、车站路南区社区、檀州家园社区、云秀花园社区、宾阳社区、太扬家园社区、行宫南区社区、亚澜湾社区、长安东区社区、长安西区社区、檀城东区社区、檀城西区社区、花园东区社区、花园西区社区、向阳西社区、阳光社区、御东园社区和云北社区。